# Dekanat puchowicki I
Dekanat puchowicki I – jeden z jedenastu dekanatów wchodzących w skład eparchii borysowskiej Egzarchatu Białoruskiego Patriarchatu Moskiewskiego.

## Parafie w dekanacie
- Parafia Świętej Trójcy w Błoni
  - Cerkiew Świętej Trójcy w Błoni
- Parafia Zaśnięcia Najświętszej Maryi Panny w Błuży
  - Cerkiew Zaśnięcia Najświętszej Maryi Panny w Błuży
- Parafia św. Aleksandra Newskiego w Maryjnej Górce
  - Sobór św. Aleksandra Newskiego w Maryjnej Górce
- Parafia Narodzenia Najświętszej Maryi Panny w Puchowiczach
  - Cerkiew Narodzenia Najświętszej Maryi Panny w Puchowiczach
- Parafia św. Jerzego Zwycięzcy w Sielcu
  - Cerkiew św. Jerzego Zwycięzcy w Sielcu
- Parafia św. Proroka Eliasza w Szacku
  - Cerkiew św. Proroka Eliasza w Szacku
- Parafia Kazańskiej Ikony Matki Bożej w Świetlanym Borze
  - Cerkiew Kazańskiej Ikony Matki Bożej w Świetlanym Borze
- Parafia Opieki Matki Bożej w Talce
  - Cerkiew Opieki Matki Bożej w Talce
- Parafia Ikony Matki Bożej „Gorejący Krzew” w Wiatrowiczach
  - Cerkiew Ikony Matki Bożej „Gorejący Krzew” w Wiatrowiczach

## Galeria

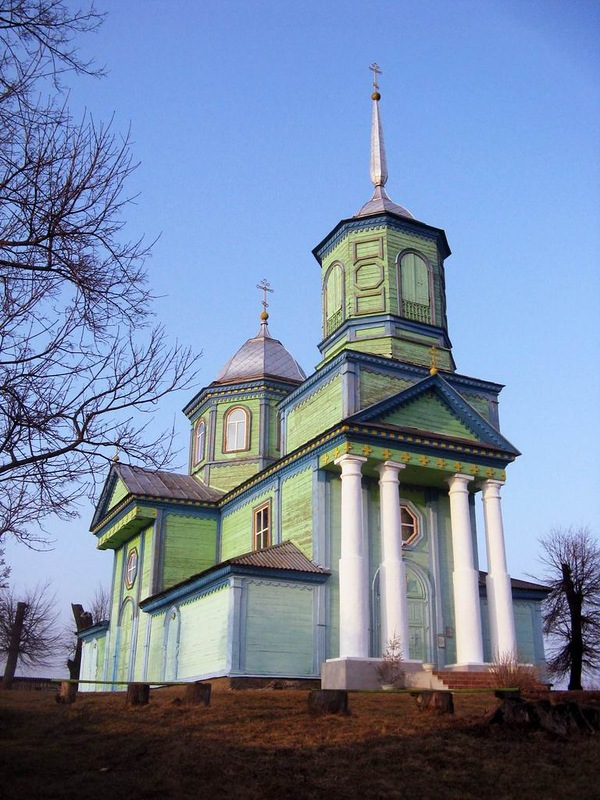
Cerkiew Świętej Trójcy w Błoni
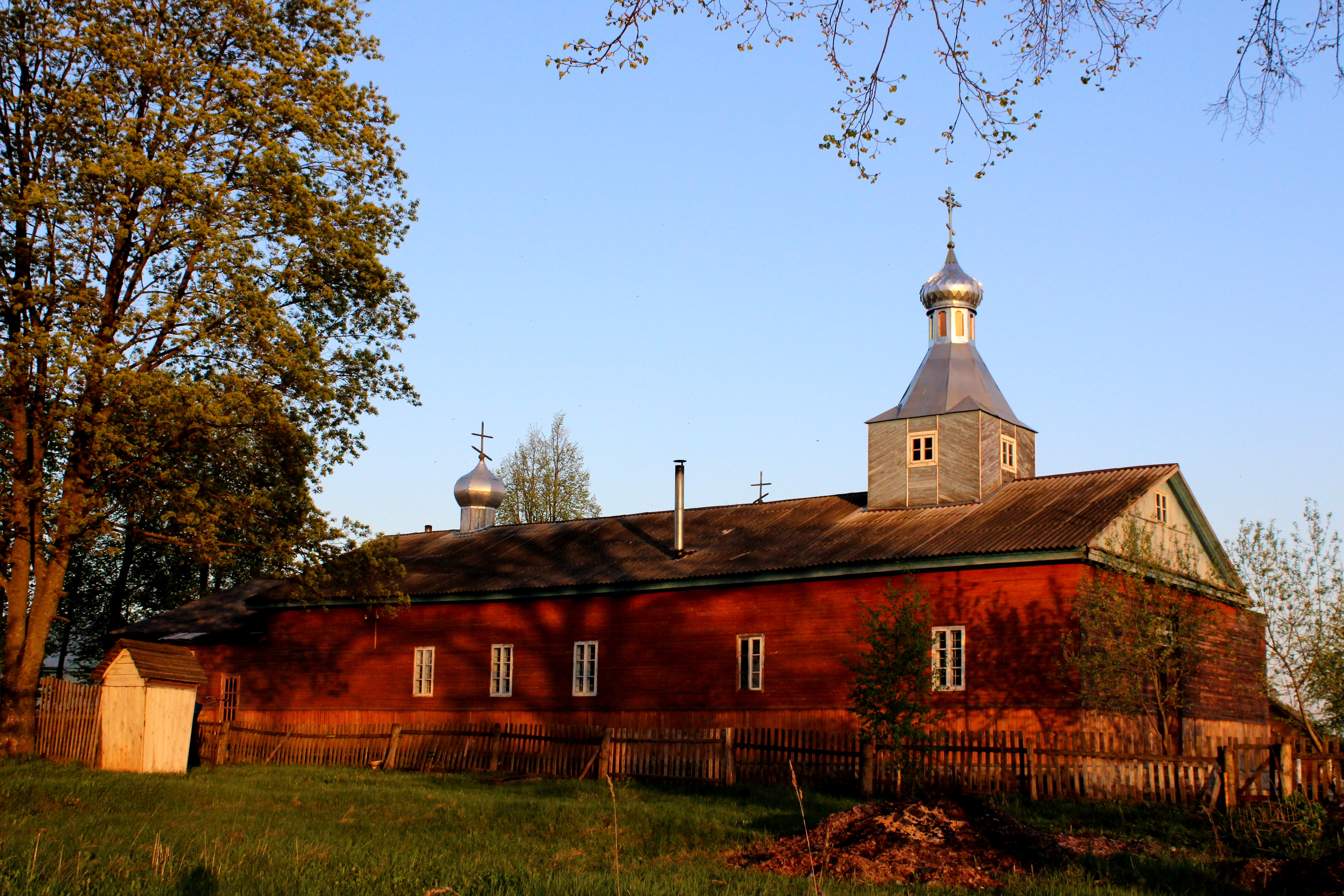
Cerkiew Narodzenia Najświętszej Maryi Panny w Puchowiczach
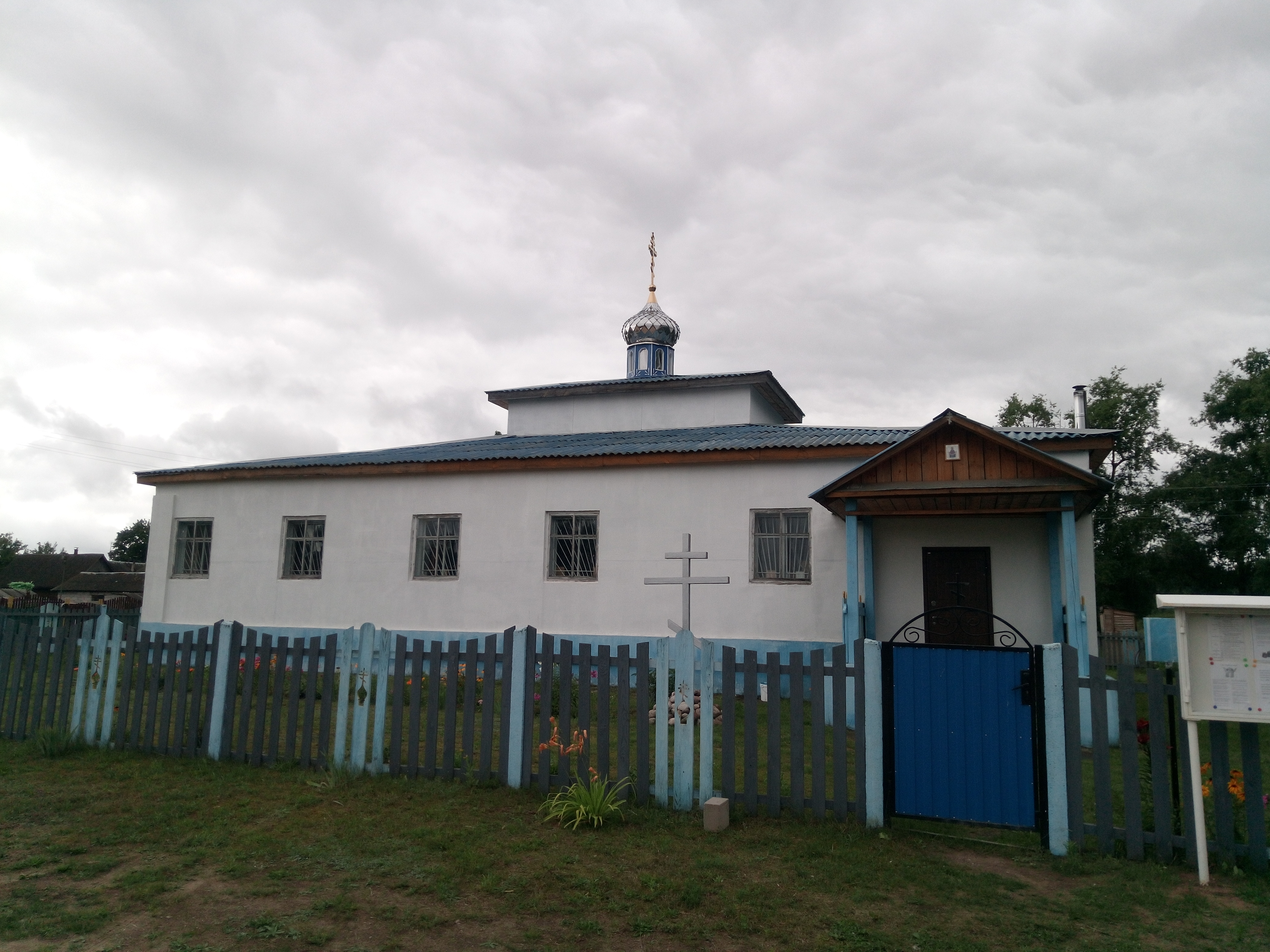
Cerkiew Opieki Matki Bożej w Talce